# Sampiéri
Sampiéri est un village situé dans le département de Kantchari de la province dans la Tapoa de la région de l'Est au Burkina Faso.

## Géographie
Sampiéri se situe à 15 km à l'ouest de Kantchari, le chef-lieu du département. Le village est traversé par la route nationale 4 (constituant l'axe Ouagadougou-Niamey) allant vers Kantchari puis la frontière nigérienne.

## Histoire
Sampiéri en gourmantchéma signifie « vieux karité[réf. nécessaire] ». Sampiéri aurait été fondé à la fin du XVIIIe siècle par des populations venues de Sansan-Mani[Quoi ?] au Togo menées par un dénommé Yensambou[réf. nécessaire]. Le village est sous le droit coutumier de chefs dits « Bulikinba », avec seize[réf. nécessaire] chefs qui se sont succédé jusqu'à nos jours, l'actuel étant Tindano Yentugili[réf. nécessaire] (depuis 2019). La succession au trône se transmet au plus âgé au sein de la famille Ouoba.
Vers 1940, un pont colonial est construit à Sampiéri par l'administration coloniale près de l'actuel barrage de retenue.

## Démographie
La population de Sampiéri se compose de Gourmantchés – qui sont majoritaires dans le village –, Mossis et Peulh.[réf. nécessaire]

## Santé et éducation
Sampiéri accueille un centre de santé et de promotion sociale (CSPS).

## Culture
Les religions pratiquées dans le village sont l'animisme, le catholicisme, le protestantisme, et l'islam.[réf. nécessaire]